# Канава (Айова)
Канава (англ. Kanawha) — місто (англ. city) в США, в окрузі Генкок штату Айова. Населення — 658 осіб (2020).

## Географія
Канава розташована за координатами 42°56′3″ пн. ш. 93°47′36″ зх. д. / 42.93417° пн. ш. 93.79333° зх. д. (42.934178, -93.793244).  За даними Бюро перепису населення США в 2010 році місто мало площу 5,20 км², уся площа — суходіл.

## Демографія
Згідно з переписом 2010 року, у місті мешкали 652 особи в 291 домогосподарстві у складі 167 родин. Густота населення становила 125 осіб/км².  Було 348 помешкань (67/км²).
Расовий склад населення:
| - 96,8 % — білих - 0,8 % — чорних або афроамериканців - 0,6 % — корінних американців - 0,3 % — азіатів |

До двох чи більше рас належало 0,8 %. Частка іспаномовних становила 5,2 % від усіх жителів.
За віковим діапазоном населення розподілялося таким чином: 21,6 % — особи молодші 18 років, 49,9 % — особи у віці 18—64 років, 28,5 % — особи у віці 65 років та старші. Медіана віку мешканця становила 47,0 року. На 100 осіб жіночої статі у місті припадало 91,8 чоловіків;  на 100 жінок у віці від 18 років та старших — 83,8 чоловіків також старших 18 років.
Середній дохід на одне домашнє господарство  становив 59 765 доларів США (медіана — 39 028), а середній дохід на одну сім'ю — 74 286 доларів (медіана — 52 969). Медіана доходів становила 41 429 доларів для чоловіків та 25 000 доларів для жінок. За межею бідності перебувало 20,9 % осіб, у тому числі 47,3 % дітей у віці до 18 років та 5,7 % осіб у віці 65 років та старших.
Цивільне працевлаштоване населення становило 341 осіб. Основні галузі зайнятості: виробництво — 27,0 %, освіта, охорона здоров'я та соціальна допомога — 24,0 %, роздрібна торгівля — 9,4 %, сільське господарство, лісництво, риболовля — 7,6 %.